# Вашкі
Вашкі (пол. Waszki) — село в Польщі, у гміні Кольно Кольненського повіту Підляського воєводства.
Населення — 165 осіб (2011).
У 1975-1998 роках село належало до Ломжинського воєводства.

## Демографія
Демографічна структура станом на 31 березня 2011 року:
|          | Загалом | Допрацездатний вік | Працездатний вік | Постпрацездатний вік |
| -------- | ------- | ------------------ | ---------------- | -------------------- |
| Чоловіки | 86      | 14                 | 59               | 13                   |
| Жінки    | 79      | 20                 | 45               | 14                   |
| Разом    | 165     | 34                 | 104              | 27                   |